# Puchar Azji w Piłce Nożnej 2011 (eliminacje)/Grupa E

## Tabela
| Miejsce | Drużyna   | Mecze | Punkty | Zwyc. | Rem. | Por. | Bramki |
| ------- | --------- | ----- | ------ | ----- | ---- | ---- | ------ |
| 1       | Iran      | 5     | 10     | 2     | 1    | 2    | 10-2   |
| 2       | Tajlandia | 5     | 6      | 1     | 3    | 1    | 3-2    |
| 3       | Singapur  | 5     | 6      | 2     | 0    | 3    | 5-13   |
| 4       | Jordania  | 5     | 5      | 1     | 2    | 2    | 2-3    |

## Wyniki
1. Kolejka
| 14 stycznia 2009 | Iran · Gholamnejad 43' · Bagheri 52' · Rezaei 55' · Maziar Zare 80' · Nouri 82', 83' | 6:0 | Singapur | Stadion Azadi, Teheran Widzów: 3 000 Sędzia: Mohamad Mansour |
|                  |                                                                                      |     |          |                                                              |

| 14 stycznia 2009 | Jordania | 0:0 | Tajlandia | Amman International Stadium, Amman Widzów: 5 000 Sędzia: Abdulrahman Racho |
|                  |          |     |           |                                                                            |

2. Kolejka
| 28 stycznia 2009 | Singapur · Casmir 21' · Shah 63' | 2:1 | Jordania · 41', karny' Aqel | National Stadium, Singapur Widzów: 6 188 Sędzia: Peter Green |
|                  |                                  |     |                             |                                                              |

| 28 stycznia 2009 | Tajlandia | 0:0 | Iran | Stadion Narodowy Rajamangala, Bangkok Widzów: 10 000 Sędzia: Valentin Kovalenko |
|                  |           |     |      |                                                                                 |

3. Kolejka
| 14 listopada 2009 | Singapur · Fahrudin 84' (k) | 1:30:1 | Tajlandia · Suksomkit 12' (k), 81' · Chaiman 75' |  |
|                   |                             |        |                                                  |  |

| 14 listopada 2009 | Iran · Chaiman 72' | 1:00:0 | Jordania |  |
|                   |                    |        |          |  |

4. Kolejka
| 18 listopada 2009 | Tajlandia | 0:1 | Singapur · Đurić 38' |  |
|                   |           |     |                      |  |

| 18 listopada 2009 | Jordania · Deeb 79' | 1:00:0 | Iran |  |
|                   |                     |        |      |  |

5. Kolejka
| 6 stycznia 2010 | Singapur · Alam Shah 32' | 1:31:2 | Iran · Aghili 11' (k) · Madanchi 12' · Rezaei 63' |  |
|                 |                          |        |                                                   |  |

| 6 stycznia 2010 | Tajlandia | 0:0 | Jordania |  |
|                 |           |     |          |  |

6. Kolejka
| 3 marca 2010 | Iran | - | Tajlandia |  |
|              |      |   |           |  |

| 3 marca 2010 | Jordania | - | Singapur |  |
|              |          |   |          |  |